# محمد بن علي بن سلوم الوهيبي التميمي
محمد بن علي بن سلوم الوهيبي هو فقيه حنبلي وعالم بالأنساب والحساب والفلك ولد سنه 1161 هـ الموافق 1748 م، نشأ في نجد وتعلّمَ فيها ورحل إلى الأحساء ثم الزبير ثم صار قاضياً في سوق الشيوخ في إمارة المنتفق، وكان ابن سلّوم من أشد خصوم دعوة محمد بن عبد الوهاب.

## النسب
هو محمد بن علي بن سلوم بن عيسى بن سليمان بن محمد بن خميس بن سليمان الوهيبي الشبرمي التميمي النجدي الزبيري. تعود أصوله إلى قبيلة بني تميم من بني حنظلة ثم من آل وهيب ثم من آل محمد ثم من آل شبرمه.

## الولادة والنشأة
ولد محمد بن علي الوهيبي التميمي في قرية العطار إحدى قرى سدير، نجد (اليوم المملكة العربية السعودية) في رمضان سنه 1161 هـ الموافق 1748 م. بعد انتقال اسرته من أشيقر إلى سدير.
قرأ القرآن في صغره ثم ارتحل إلى الأحساء ودرس على يد علامتها محمد بن فيروز فأكرمه وتعلم التفسير والحديث والفقه والفرائض وتوابعها من الحساب والجبر والمقابلة.
ولم يزل ملازمًا شيخه في جميع دروسه لمده ست سنوات ثم حج وزار المسجد النبوي واستجاز علماء الحرمين وأجازوه وأجازه شيخه كما أجازه علماء الأحساء وغيرهم.
ولما انتقل محمد بن فيروز إلى البصرة انتقل معه حتى وفاته ثم سكن بلدة الزبير حينها طلب منه شيخ المنتفق استلام منصب القضاء في بلدة سوق الشيوخ لكنه رفض . وأعاد الموافقه بعد حصول ابنه عبداللطيف على القضاء في نفس البلدة فانتقل كلا الابن والأب لها وجلس حينها الأب محمد بن علي الوهيبي للتدريس فيها فانتفع به خلق كثير .

## العائلة
لدى محمد بن علي الوهيبي التميمي ثلاثة أبناء وهم عبداللطيف و عبدالرزاق وأحمد . 
- عبد الرزاق بن محمد بن سلوم: قال عمر رضا كحالة في كتابه معجم المؤلفين إن عبد الرزاق "أديب، عارف بالفرائض والحساب والجبر والمقابلة والهيئة والهندسة، ولد في الزبير من أعمال البصرة بالعراق، ورحل إلى بغداد، وتولى قضاء سوق الشيوخ إلى أن توفي بها. من آثاره: مرقاة السلم شرح بها سلم العروج في المنازل والبروج لابن عفالق الاحسائي".[7]

## المعلمين
تعلم محمد بن علي الوهيبي على يد كل من :
- محمد بن عبد الله بن فيروز.
- صالح بن عبد الله الصائغ وقرأ عليه في مدينة عنيزة.[8]
- أحمد بن محمد بن عبد الله التويجري قاضي بلدة المجمعة.
- عبد الرحمن بن أحمد الزواوي المالكي الأحسائي.

## طلابه
تعلم على يد محمد بن علي الوهيبي كل من :
- عبد الله بن حمود.
- عبد العزيز بن شهوان.
- عيسى بن محمد بن عيسى.
- ابنه عبد اللطيف
- عبد الوهاب بن تركي.
- عبدالله الفائز أبا الخيل، حيث قاما بعمل مزولة لمعرفة الأوقات تحت ارشاد محمد الوهيبي.
- عبد العزيز بن صالح آل موسى الأحسائي.
- محمد بن عبدالرحمن بن حيدر النجدي.
- محمد بن ابراهيم بن عريكان القصيمي.
- عثمام بن عبدالعزيز بن منصور الناصري، قاضي بلدان سدير.
- عبد الجبار بن علي البصري المدني المتوفى سنة 1285 هـ في المدينة المنورة.
- أحمد بن عبد الله آل عقيل النجدي.
- عبد الرحمن بن حمد بن إبراهيم بن جامع.
- عثمان بن سند، والذي قال أنه درس على يد محمد بن علي الوهيبي الفرائض والفلك وقال عنه: «اشتهر بغزاره علمه بالفلك ودقائق الحساب ومعرفته بالأنساب كما أخذ عن ابن فيروز الفقه والأدب فاكتسب الصدارة».[9]
- أحمد بن حسن بن رشيد المشهور بالحنبلي العفالقي الأحسائي ثم النجدي.
- عثمان بن مزيد العنيزي، وغيرهم.

## مؤلفاته
- الشرح الكبير للبرهانية في الفرائض.
- الشرح الصغير على البرهانية.
- مختصر صيد الخاطر لابن الجوزي وسماه بهجة الناظر المنتخب من صيد الخاطر .وتوجد نسخه منه في المكتبة الوطنية بعنيزة بخط تلميذه ناصر بن سليمان بن سحيم وتاريخها سنه 1228 هـ .
- مختصر شرح عقيدة السفاريني.
- مختصر مجموع المنقور في الفقه.
- مختصر تلبيس إبليس.
- مختصر عقود الدرر واللآلي في وظائف الشهور والأيام والليالي والأصل لابن بسام.
- شرح أبيات الياسمين في الخطأين, والخطأين حساب لاستخراج المجهول العددي.
- جزء من مناقب بني تميم وأنسابهم.
- مختصر مناقب الإمام أحمد لابن الجوزي.
- ذكر المؤرخ ابن بشر أن له تاريخا صغيرا لنبلاء نجد.
- ذكر عباس العزاوي أن لدى محمد بن علي الوهيبي رسائل متعددة في سائر العلوم الرياضية من الحساب والهيئة والهندسة وهي غير الرسائل والكتب التي لابنه عبدالرزاق بن محمد بن سلوم .
- كانت ترد إليه الأسئلة من أنحاء السعودية فيجيب عليها بأجوبة كافيه.
- قامت فتنة عظيمة بين آل راشد وآل سميط على رئاسة بلد الزبير فتدخل محمد بن علي الوهيبي بالصلح بينهم وكتب بذلك وثيقة صلح وقع عليها 18 من علماء الزبير وأعيانها بتاريخ 1241 هـ .
- له رسالة في كيفية عمل مزولة لمعرفة وقتي الظهر والعصر .
- له كثيرًا من الألغاز في الفقه والفرائض وغيرها من أنواع العلوم.

## الوفاة
أصيب محمد بن علي الوهيبي بالعمى آخر عمره حيث أقام في بلدة سوق الشيوخ مع ابنه عبداللطيف المعين كقاضي في نفس البلدة ثم توفي بها يوم الخميس 12 من رمضان 1246 هـ، قال المؤرخ ابن حميد في كتابه السحب الوابلة «وأوصى أن يدفن قريب السور، على خالف عادتهم من دفن الأكابر في الصحراء بعيداً عن الأرض الندية، وقال: ادفنوني في مكان أسمع منه الأذان».